# Vladimír Kobranov
Vladimír Kobranov   (Černošice i Praga, 4 d'octubre de 1927 - Suïssa i Zúric, 25 d'octubre de 2015) va ser un jugador d'hoquei sobre gel txec que va competir sota bandera txecoslovaca durant la dècada de 1940.
El 1948 va prendre part en els Jocs Olímpics de Sankt Moritz, on guanyà la medalla de plata en la competició d'hoquei sobre gel. En el seu palmarès també destaca una medalla d'or al Campionat del Món d'hoquei gel de 1949. A nivell de clubs jugà al HC ATK Praha, amb qui guanyà la lliga txecoslovaca de 1950. Aquell mateix any va ser detingut i posteriorment condemnat a 10 anys de treballs forçats, junt amb onze jugadors més d'hoquei txecoslovacs pel govern comunista, sota l'acusació de conspirar per desertar als Campionats del Món de 1950. Després de cinc anys fou alliberat. El 2009 fou incorporat al Saló de la Fama de l'hoquei sobre gel txec.